# Arona Calcio
L'A.S.D. Arona Calcio (comunemente nota come Arona) è una società calcistica italiana con sede nella città di Arona, in provincia di Novara.
Nota con tale ragione sociale dal 2009, è erede della tradizione sportiva iniziata nel 1920 con la fondazione della Libertas Arona. Vanta quale maggior risultato due partecipazioni al campionato di Serie C2.

## Storia

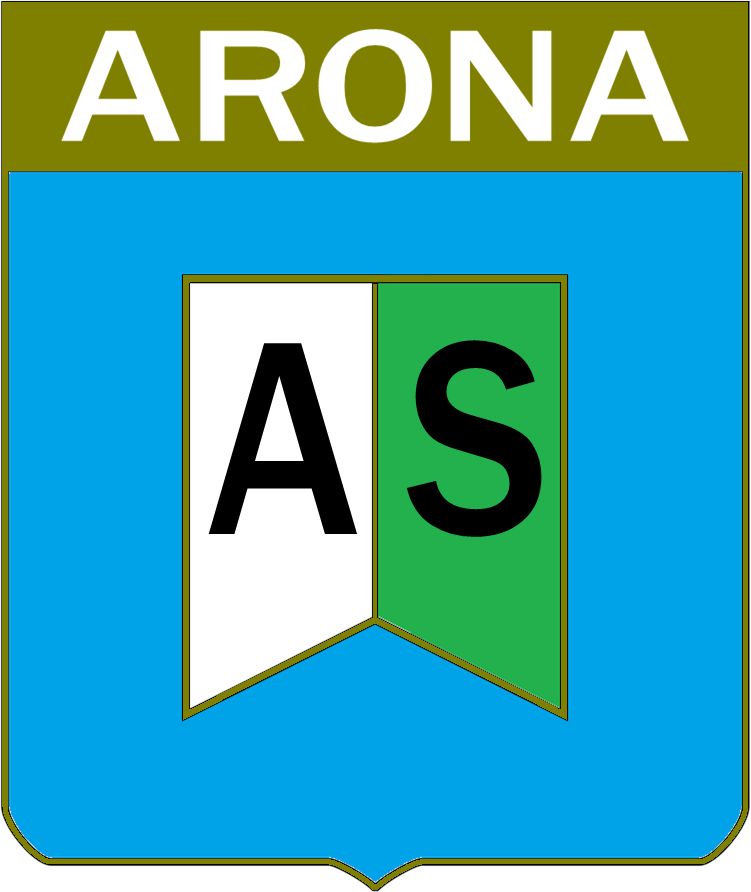
Marchio storico dell'AS Arona

### Anni 1920-30
Fondata nel 1920 con il nome di Libertas Arona, diventò successivamente Associazione Sportiva Arona e disputò i suoi primi campionati in II e in I divisione.

### Anni 1940-50
Dal 1946 rimase in I divisione fino al 1952, quando fu retrocessa in II divisione. Nell'annata 1953-54 fu promossa in I divisione, nel 1955-56 vinse il campionato e fu promossa in Promozione.

### Anni 1960-70
Per quattordici anni rimase nel campionato di I categoria e Promozione (che cambiò denominazione). Al termine dell'annata 1969-70 fu promossa per la prima volta in serie D. Rimase in serie D per tre anni poi ritornò in promozione. Nel 1975-76 conquistò per la seconda volta la promozione in serie D e nel 1978-79 fu per la prima volta promossa in serie C2.

### Anni 1980-90
Rimase in serie C2 per due anni: lasciata la categoria, non risalì più oltre la serie D.
Nel 1989-90 si presentò con il nuovo nome di HM Arona (acquisito dopo la fusione con l'Humilitas Mercurago) e alle tradizionali divise azzurre si aggiunse il colore giallo.

### Anni 2000
Nella stagione 2001/02 l'HM Arona raggiunse il 2º posto nel campionato di Eccellenza e conquistò la Coppa Piemonte, battendo in finale il Pinerolo per 3 a 1. Successivamente raggiunse la semifinale di Coppa Italia Dilettanti ma fu eliminata dal Monfalcone.
Nelle stagioni successive la squadra subì una forte crisi societaria che la portò nel giro di due stagioni dall'Eccellenza al campionato di 1ª Categoria.
Nel 2006/07 fece un'altra fusione, questa volta con le squadre di Gattico, Oleggio Castello, Invorio e Paruzzaro, assumendo il nome di Arona G.Ol.In.Par. (colori sociali: verde-bianco) e in breve tempo risalì nel campionato di Promozione.

### Anni 2010
Nella stagione 2009/10, guidata da una nuova cordata dirigenziale, ritornò al vecchio nome di origine, Arona Calcio (colori sociali: Bianco Celesti a righe verticali, Azzurri Bianco crociati, Bianco Arancione a righe verticali). Si classificherà per tre anni consecutivi all'ottavo posto.
Nella stagione 2012/2013 arriva ultima nel suo girone e retrocede in 1ª categoria, nella quale militerà per tre anni. Ben due volte si vede sfuggire l'occasione della promozione perdendo ai play-off con il Dormelletto (nel 2013/14) e con l'Inter Farmaci Verbania (nel 2015/16).
Viene comunque ripescata e nel 2016/17 partecipa al campionato di promozione. Dopo un girone di andata condotto nelle prime posizioni in classifica, contro ogni pronostico, e la sostituzione del Mister Cesare Rampi, dimessosi per problemi personali, con Alessandro Ferrero, l'Arona rimane in testa alla classifica per tutto il girone di ritorno, fino a centrare la promozione in Eccellenza con una giornata di anticipo. Al termine del campionato è la squadra con la miglior difesa ed il secondo attacco, il cui perno principale è anche il migliore cannoniere del girone: Giovanni Vergadoro.
Il 25 maggio 2017 il ds Antonio Notte annuncia che nel campionato di Eccellenza la squadra sarà allenata da Luca Porcu e il 24 ottobre 2017 Elio Fortis si dimette della carica di presidente. Al suo posto viene nominato Massimo Portacci.
L'allenatore per la stagione 2018/19 è Emiliano Rossini.
Nel 2022/2023 la squadra è allenata da Enrico Ragazzoni. Il nuovo presidente è Antonio Notte.  
Nella stagione 2023/2024 la squadra arriva quinta e gioca contro il Briga la prima sfida play off uscendo però sconfitta 1 a 0.

## Colori e simboli

### Colori
I colori sociali sono il bianco e l'azzurro.

### Simboli ufficiali
Simbolo del club è il cosiddetto volo, il paio d'ali piumate in campo bianco-verde che connota lo stemma araldico di Arona.

## Stadio
Nel 1938 venne costruito e inaugurato, in pieno centro cittadino, lo stadio comunale; negli anni 1990 venne intitolato alla memoria di Giovanni Di Domenico, giocatore "simbolo" dell'Arona morto nel 1985 in un incidente stradale.
La squadra vi giocò fino al 2006, allorché l'inaugurazione del nuovo campo sportivo di Mercurago permise la dismissione della vecchia arena, che cadde in stato di abbandono.
Dal 2018 il nuovo impianto di Mercurago è intitolato a Valerio Del Ponte, pubblicista e personaggio di spicco nell'ambito del tifo aronese, morto prematuramente nel 2015 per una grave malattia.

## Palmarès

### Competizioni nazionali
- Serie D: 1

1978-1979 (girone A)

### Competizioni regionali
- Promozione: 5

1969-1970, 1975-1976 (girone B), 1993-1994 (girone A), 2000-2001 (girone A), 2016-2017 (girone A)
- Coppa Italia Dilettanti Piemonte-Valle d'Aosta: 1

2001-2002

### Altri piazzamenti
- Eccellenza:

Secondo posto: 2001-2002 (girone A)
- Promozione:

Terzo posto: 1974-1975 (girone A)
- Coppa Italia Dilettanti:

Semifinalista: 2001-2002

## Partecipazione ai campionati
- Ha disputato 2 campionati in serie C2 (miglior posizione: 7º posto)
- Ha disputato 7 campionati in serie D